# Analogía (teología)
En la teología escolástica, se denomina analogía (del latín analogĭa, y este del griego ἀναλογία, "proporción, semejanza") a la utilización de un concepto como proporcional o comparable a una realidad, normalmente trascendente e inalcanzable por la razón. Por ejemplo, según la Antropología Teológica cristiana, la paternidad de Dios sólo puede entenderse como analogía, pues Dios y el hombre son de naturaleza radicalmente diferente. Así, se afirma que Dios se relaciona con el hombre de manera análoga a la de un padre con su hijo y viceversa, sin que esta semejanza implique igualdad entre la naturaleza divina de Dios y la humana del hombre.
Si bien este concepto deriva del pensamiento de Platón y Aristóteles, ha sido profusamente utilizado en la teología cristiana. En la constitución dogmática Dei Verbum del Concilio Vaticano II sobre la revelación se afirma:

"Y como la Sagrada Escritura hay que leerla e interpretarla con el mismo Espíritu con que se escribió para sacar el sentido exacto de los textos sagrados, hay que atender no menos diligentemente al contenido y a la unidad de toda la Sagrada Escritura, teniendo en cuanta la Tradición viva de toda la Iglesia y la analogía de la fe."